# Rawson Marshall Thurber
Rawson Marshall Thurber (San Francisco, 9 febbraio 1975) è un regista, sceneggiatore e produttore cinematografico statunitense.

## Biografia
Figlio di un avvocato ed imprenditore immobiliare milionario, Rawson si è laureato allo Union College e durante gli anni universitari è stato anche un giocatore di football americano. Nel 2000 è stato assistente di John August nella sceneggiatura della serie D.C.. Nel 2002 ha diretto il suo primo spot televisivo per l'azienda di abbigliamento sportivo Reebok e due anni dopo ha debuttato come regista cinematografico in Palle al balzo - Dodgeball.

## Filmografia

### Regista
- Palle al balzo - Dodgeball (2004)
- I misteri di Pittsburgh (2008)
- Come ti spaccio la famiglia (2013)
- Una spia e mezzo (2016)
- Skyscraper (2018)
- Red Notice (2021)

### Attore
- Palle al balzo - Dodgeball, regìa di Rawson Marshall Thurber (2004)
- The Nines, regìa di John August (2007)
- Easy Girl, regìa di Will Gluck (2010)
- Una spia e mezzo, regìa di Rawson Marshall Thurber (2016) - cameo

### Sceneggiatore
- Palle al balzo - Dodgeball, regia di Rawson Marshall Thurber (2004)
- I misteri di Pittsburgh, regia di Rawson Marshall Thurber (2008)
- Una spia e mezzo, regia di Rawson Marshall Thurber (2016)
- Skyscraper, regia di Rawson Marshall Thurber (2018)
- Red Notice, regia di Rawson Marshall Thurber (2021)